# Yoshiki Inamura
Yoshiki Inamura (稲村 愛輝, Inamura Yoshiki, nascido em 18 de novembro de 1992) é um lutador profissional japonês. Ele trabalha atualmente para a Pro Wrestling Noah. Também faz aparições para a WWE em sua marca NXT, onde faz parte de uma dupla com Josh Briggs.

## Carreira na luta livre profissional

### Circuito independente (2018–presente)
Na Big Japan Pro Wrestling, ele competiu na edição de 2020 do Ikkitousen Strong Climb, onde lutou no bloco A e marcou um total de quatro pontos após enfrentar Daichi Hashimoto, Ryuichi Kawakami, T-Hawk e Akira Hyodo.
Entre setembro de 2023 e maio de 2024, Inamura fez uma excursão internacional, lutando por promoções europeias como Progress Wrestling e Westside Xtreme Wrestling. Em 5 de abril de 2024, ele derrotou Ricky Knight Jr. para conquistar o PROGRESS Atlas Championship. No entanto, em 27 de maio de 2024, ele perdeu o título para Axel Tischer, em uma luta que se tornou sua última partida na Europa antes de retornar ao Japão.

### Pro Wrestling Noah (2018–presente)
Inamura fez sua estreia no wrestling profissional na Pro Wrestling Noah em 5 de agosto de 2018, no evento NOAH Departure 2018, onde competiu em uma battle royal vencida por Kaito Kiyomiya. Também participaram da luta Atsushi Kotoge, Daisuke Harada, Junta Miyawaki, Masao Inoue, Mohammed Yone, Quiet Storm, Seiya Morohashi, Tadasuke, Yoshinari Ogawa e três wrestlers chineses em desenvolvimento que competiram como convidados: Chang Jian Feng, Lin Dong Xuan e Sun Yi Lin.
Inamura competiu em diversos eventos principais da promoção. No N-1 Victory, o maior evento anual da Noah, ele fez sua primeira aparição na edição de 2020, onde se colocou no bloco B, mas não conseguiu marcar pontos após competir contra Katsuhiko Nakajima, Takashi Sugiura, Kenoh, Naomichi Marufuji e Shuhei Taniguchi. Outro evento importante no qual ele competiu foi o Global Tag League, onde fez sua primeira aparição na edição de 2019, quando formou uma equipe com Masa Kitamiya e marcou um total de quatro pontos após competir contra as duplas Go Shiozaki e Katsuhiko Nakajima, Kazma Sakamoto e Takashi Sugiura, Kaito Kiyomiya e Kenoh, Maybach Taniguchi e Yuji Hino, Akitoshi Saito e Masao Inoue, Atsushi Kotoge e Mitsuya Nagai, e Muhammad Yone e Quiet Storm. Na edição de 2020, Inamura fez dupla com Daisuke Sekimoto e competiu no bloco B, onde marcaram dois pontos após enfrentar Go Shiozaki e Katsuhiko Nakajima, Takashi Sugiura e Hideki Sekine, e Akitoshi Saito e Masao Inoue. Inamura é membro do grupo Kongo desde 2019.
Inamura competiu em vários eventos pay-per-view organizados pela empresa. No CyberFight Festival 2021 em 6 de junho, ele fez dupla com Kaito Kiyomiya em uma derrota contra The 37Kamiina (Konosuke Takeshita e Yuki Ueno). No Noah Dream On Final 2022 em 21 de maio, ele fez equipe com Kai Fujimura para derrotar Daiki Inaba e Junta Miyawaki. No CyberFight Festival 2022 em 12 de junho, ele fez dupla com Katsuhiko Nakajima e Atsushi Kotoge para vencer Burning (Tetsuya Endo e Jun Akiyama) e Kazusada Higuchi. No Noah Destination 2022 em 16 de julho, Inamura fez dupla com Masa Kitamiya como "The Tough", mas perderam para Sugiura-gun (Hideki Suzuki e Timothy Thatcher). No Noah Departure 2022 em 5 de agosto, ele foi derrotado por Kinya Okada em uma luta de qualificação para o N-1 Victory. No Noah Grand Ship In Nagoya 2022 em 25 de setembro, ele e Kitamiya derrotaram Funky Express (Akitoshi Saito e Mohammed Yone). No Noah Ariake Triumph 2022 em 30 de outubro, ele fez dupla com Keiji Mutoh e Naomichi Marufuji para vencer Great Bash Heel (Togi Makabe e Tomoaki Honma) e Hiroshi Tanahashi. No Noah Global Honored Crown 2022 em 10 de novembro, ele fez equipe com Kai Fujimura para derrotar Daishi Ozawa e Yasutaka Yano. No Noah The Best 2022 em 23 de novembro, ele desafiou sem sucesso El Hijo del Dr. Wagner Jr. pelo GHC National Championship.
No Noah The New Year 2023 em 1 de janeiro, Inamura fez dupla com Daiki Inaba e Masa Kitamiya para derrotar Akitoshi Saito, Muhammad Yone e Shuhei Taniguchi. No The Great Muta Final "Bye-Bye" em 22 de janeiro, ele fez equipe com Daiki Inaba e Masa Kitamiya, mas perderam para os Good Looking Guys (Jake Lee, Jack Morris e Anthony Greene). No Noah Great Voyage in Osaka 2023 em 12 de fevereiro, ele foi programado para fazer dupla com Masato Tanaka e Masaaki Mochizuki em uma derrota contra o Sugiura-gun (Timothy Thatcher, Kazuyuki Fujita e Hideki Suzuki).
Após um recorde sem vitórias de 0–7 no N-1 VICTORY 2023, em 27 de agosto de 2023, Inamura afirmou nos bastidores que embarcaria em uma excursão para o Reino Unido, com o objetivo de "superar a situação atual".
Em 16 de junho de 2024, no Noah Grand Ship em Yokohama, Inamura fez seu retorno à Noah após nove meses de ausência, reintroduzindo-se sob a persona "YOICHI" para o público japonês pela primeira vez. O personagem, inspirado em Nasu no Yoichi, um lendário arqueiro de sua cidade natal, foi revelado após a bem-sucedida defesa do GHC Heavyweight Championship por Kaito Kiyomiya.
Em 13 de julho de 2024, no evento principal do Noah Destination 2024, YOICHI desafiou Kaito Kiyomiya pelo GHC Heavyweight Championship, mas sua tentativa terminou em derrota. Após a luta, ele comentou: "YOICHI acabou", e competiu no N-1 VICTORY do mês seguinte sob sua antiga persona, Yoshiki Inamura, finalizando com um recorde de 3 vitórias e 4 derrotas.
Em 8 de setembro de 2024, no evento da turnê da Noah em Londres, após sua derrota no combate pelo PROGRESS World Championship, ele anunciou que retomaria sua excursão internacional.

### Pro Wrestling Zero1 (2021–2023)
Inamura competiu na Pro Wrestling Zero1 como talento de parceria entre a promoção e a Noah. Ele participou do Fire Festival, o maior torneio anual da promoção, fazendo sua primeira aparição na edição de 2021, onde competiu no Bloco A e marcou um total de quinze pontos após lutar contra Shinjiro Otani, Masato Tanaka, Hartley Jackson, Fuminori Abe e Tsugutaka Sato. Na edição de 2022, ele competiu no Bloco B, onde marcou um total de dezoito pontos contra Satsuki Nagao, Takafumi, Hide Kubota e Masato Tanaka, e chegou à final, onde foi derrotado por Daisuke Sekimoto.

### New Japan Pro Wrestling (2022–2023)
Inamura competiu nos eventos da série Wrestle Kingdom da New Japan Pro Wrestling devido à parceria entre a Noah e a NJPW. Ele fez sua primeira aparição no Wrestle Kingdom 16, onde fez dupla com Daisuke Harada, Hajime Ohara, Daiki Inaba e Kinya Okada, mas perderam para Chaos (Tomohiro Ishii, Hirooki Goto e Yoshi-Hashi) e Six or Nine (Master Wato e Ryusuke Taguchi). Um ano depois, no Wrestle Kingdom 17, ele fez equipe com Kaito Kiyomiya, mas foi derrotado por Kazuchika Okada e Togi Makabe.

### WWE (2024–presente)
Em 6 de novembro de 2024, a NOAH anunciou que Inamura havia iniciado uma excursão internacional para o NXT. Shawn Michaels, Vice-Presidente Sênior de Desenvolvimento de Talentos e Criativo da WWE, deu as boas-vindas a Inamura no NXT e expressou sua expectativa para o crescente relacionamento de cooperação entre a NOAH e o NXT. Ele fez sua primeira aparição no episódio de 12 de novembro do NXT, formando uma nova equipe com Josh Briggs e participando de uma battle royal para uma oportunidade de disputa pelo Campeonato de Duplas do NXT, mas não conseguiram vencer a luta. No episódio de 11 de fevereiro de 2025 do NXT, Inamura e Briggs derrotaram No Quarter Catch Crew (Myles Borne e Tavion Heights) e Hank Waller e Tank Ledger em uma luta triple threat de duplas, garantindo uma chance pelo Campeonato de Duplas do NXT no NXT Vengeance Day.

## Títulos e prêmios
- Pro Wrestling Illustrated
  - PWI o colocou na #399ª posição dos 500 melhores lutadores individuais no PWI 500 em 2024[32]
- Progress Wrestling
  - Progress Atlas Championship (1 vez)